# NGC 5957
NGC 5957 في الفهرس العام الجديد، هي مجرة، تقع في كوكبة الحية. اكتشفت في 29 أبريل 1865 بواسطة هاينريش لويس دريست.

## روابط خارجية
- NGC 5957 على موقع ويكي سكاي: DSS2, SDSS, GALEX, IRAS, Hydrogen α, X-Ray, Astrophoto, Sky Map, Articles and images